# Eleições estaduais em Alagoas em 1947
As eleições estaduais em Alagoas em 1947 ocorreram em 19 de janeiro como parte das eleições gerais no Distrito Federal, em 20 estados e nos territórios federais do Acre, Amapá, Rondônia e Roraima. Foram eleitos o governador Silvestre Péricles e o senador Pedro Aurélio, irmãos originários de São Luís do Quitunde, além de 35 deputados estaduais.
Silvestre Péricles formou-se advogado na Universidade Federal de Pernambuco e foi auditor de guerra em Erechim, Porto Alegre e São Gabriel, aproveitando sua permanência no Rio Grande do Sul para formar-se em Contabilidade pela Academia de Comércio de Porto Alegre. Jornalista, foi redator do Diário Oficial ao retornar a Alagoas e delegado de polícia em Maceió sendo vencido ao disputar o governo alagoano em 1934, mesma época onde outro de seus irmãos, Manoel César, ocupava uma cadeira no Congresso Nacional. Encerrado o Estado Novo, Silvestre Péricles foi eleito deputado federal via PSD em 1945 e governador de Alagoas em 1947.
Pedro Aurélio foi aluno do Colégio Militar de Porto Alegre onde vivenciou os Dezoito do Forte, o Tenentismo e a Coluna Prestes e esteve entre os adeptos da Revolução de 1930. Contrário à Revolução Constitucionalista de 1932, atuou no papel de sustentáculo do Estado Novo a ponto de integrar o ministério de Getúlio Vargas.

## Resultado da eleição para governador
Informações oriundas do Tribunal Superior Eleitoral dão conta que houve 56.776 votos nominais (98,50%), 786 votos em branco (1,36%) e 78 votos nulos (0,14%) resultando no comparecimento de 57.640 eleitores.
| Candidato a governador do estado | Candidato a vice-governador | Número | Coligação           | Votação | Percentual |
| -------------------------------- | --------------------------- | ------ | ------------------- | ------- | ---------- |
| Silvestre Péricles PSD           | Não havia -                 | -      | PSD (sem coligação) | 33.900  | 59,71%     |
| Rui Palmeira UDN                 | Não havia -                 | -      | UDN (sem coligação) | 22.876  | 40,29%     |

## Resultado da eleição para senador
Foram apurados 55.508 votos nominais não havendo informações sobre os votos em branco e nulos.
| Candidatos a senador da República | Primeiro suplente de senador | Número | Coligação           | Votação | Percentual |
| --------------------------------- | ---------------------------- | ------ | ------------------- | ------- | ---------- |
| Pedro Aurélio PSD                 | Reinaldo Gama PSD            | -      | PSD (sem coligação) | 32.875  | 59,23%     |
| Costa Rego UDN                    | José Quintela Cavalcanti UDN | -      | UDN (sem coligação) | 22.633  | 40,77%     |

## Deputados estaduais eleitos
As 35 cadeiras da Assembleia Legislativa de Alagoas foram assim distribuídas: PSD dezenove, UDN nove, PTB quatro, PCB três.

Representação eleita
  PSD: 19
  UDN: 9
  PTB: 4
  PCB: 3

| Deputados estaduais eleitos      | Partido | Votação | Cidade onde nasceu   | Unidade federativa |
| Umberto Gustavo de Paiva         | PSD     | 2.002   | Rio Largo            | Alagoas            |
| Antônio Baltazar de Mendonça     | PSD     | 1.643   | Maceió               | Alagoas            |
| José Pinto de Barros             | PSD     | 1.472   | Palmeira dos Índios  | Alagoas            |
| Manuel Valente de Lima           | PSD     | 1.415   | Marechal Deodoro     | Alagoas            |
| Oceano Carleial                  | UDN     | 1.399   | Barbalha             | Ceará              |
| José Evilásio Torres             | PSD     | 1.296   | Viçosa               | Alagoas            |
| Tércio Wanderley                 | PSD     | 1.273   | Bom Conselho         | Pernambuco         |
| Aurélio Viana da Cunha Lima      | UDN     | 1.147   | Santa Luzia do Norte | Alagoas            |
| Antônio Ribeiro Casado           | PSD     | 1.140   | Capela               | Alagoas            |
| Oséas Cardoso                    | PSD     | 1.094   | Viçosa               | Alagoas            |
| João Clímaco da Silva            | PSD     | 1.070   | Santo Amaro          | Bahia              |
| Segismundo Andrade               | UDN     | 1.034   | Pão de Açúcar        | Alagoas            |
| José Garalampio Braga            | PSD     | 1.020   | Passo de Camaragibe  | Alagoas            |
| Carlos Gomes de Barros           | UDN     | 1.009   | Colônia Leopoldina   | Alagoas            |
| Lourival de Melo Mota            | UDN     | 992     | Maceió               | Alagoas            |
| João Teixeira Cavalcanti         | PSD     | 970     | Murici               | Alagoas            |
| Sizenando Nabuco de Melo         | PTB     | 945     | Passo de Camaragibe  | Alagoas            |
| Miguel Torres Filho              | PSD     | 936     | Maceió               | Alagoas            |
| Mário da Costa Guimarães         | UDN     | 922     | São Paulo            | São Paulo          |
| Ary Pitombo                      | PTB     | 904     | Neópolis             | Sergipe            |
| Aloísio da Silva Nogueira        | PSD     | 903     | Arapiraca            | Alagoas            |
| Augusto de Freitas Machado       | PSD     | 896     | Pão de Açúcar        | Alagoas            |
| André Papini Góis                | PCB     | 895     | Penedo               | Alagoas            |
| Agenor Berardo Carneiro          | PSD     | 862     | Recife               | Pernambuco         |
| Hilton da Lima Pimentel          | PSD     | 843     | União dos Palmares   | Alagoas            |
| Benito de Freitas Melro          | PSD     | 803     | Gararu               | Sergipe            |
| Luiz Gonzaga Moreira Coutinho    | UDN     | 764     | Delmiro Gouveia      | Alagoas            |
| Milton Buarque Vanderlei         | PSD     | 764     | Maribondo            | Alagoas            |
| José Romariz                     | PSD     | 684     | Paudalho             | Pernambuco         |
| Joaquim de Barros Leão           | UDN     | 682     | Recife               | Pernambuco         |
| Jerônimo Cunha Lima              | PTB     | 597     | Pilar                | Alagoas            |
| Francisco Arlindo Gomes Ferreira | UDN     | 568     | Ibateguara           | Alagoas            |
| Édson da Silva Pôrto             | PTB     | 562     | Santana do Ipanema   | Alagoas            |
| José Maria Cavalcanti            | PCB     | 506     | Matriz de Camaragibe | Alagoas            |
| Moacir Rodrigues de Andrade      | PCB     | 441     | Maceió               | Alagoas            |

## Eleições municipais
As eleições municipais em Alagoas foram realizadas em 11 de janeiro de 1948.